# Colobaspis kwangtungensis
Colobaspis kwangtungensis is een keversoort uit de familie halstandhaantjes (Megalopodidae). De wetenschappelijke naam van de soort werd in 1942 gepubliceerd door Gressitt.